# Krupuk
Krupuk (také kerupuk nebo kroepoek) je indonéský pokrm připomínající brambůrky. Těsto se připravuje z maniokového škrobu, vody a příchuti (ryby, mořské plody, zelenina nebo ovoce). Vzhled lupínků může být také vylepšen potravinářským barvivem. Ze směsi se vytvoří tenké placičky, které se suší na slunci a pak smaží dokřupava v palmovém oleji.v nádobě wok, mohou se také péci v mikrovlnné troubě. Jedí se samotné jako snack nebo slouží jako příloha např. k nasi goreng.
Krupuk je populární v přímořských oblastech a podává se v podnicích rychlého občerstvení zvaných warung. Z Indonésie se recept dostal do sousedních zemí (Malajsie, Filipíny, Vietnam), Nizozemska a Surinamu.
Název „krupuk“ napodobuje zvuk křupání.

## Typy
- krupuk udang (s příchutí krevet)
- krupuk ikan (s rybí příchutí)
- krupuk kulit (z hovězí kůže)
- emping (z liánovce jedlého)
- rengginang (z rýže)
- krupuk mie (smažené nudličky)
- kripik (má menší velikost než krupuk)